# Thập niên 1140
Thập niên 1140 là thập niên diễn ra từ năm 1140 đến 1149.